# 말리아노인토스카나
말리아노인토스카나(이탈리아어: Magliano in Toscana)는 이탈리아 토스카나주 그로세토도에 있는 코무네다. 피렌체에서 남쪽 130km, 그로세토에서 남동쪽 25km 거리에 있다.